# Liga Nacional de Fútbol de Rusia 2018-19
La temporada 2018–19 fue la 27ª edición de la Liga Nacional de Fútbol de Rusia, campeonato de segunda división de fútbol en Rusia. La temporada comenzó el 17 de julio de 2018 y finalizó el 25 de mayo de 2019.

## Movimientos de clubes
| Pos. | Descendidos de la Liga Premier de Rusia 2017-18 |
| ---- | ----------------------------------------------- |
| 16.º | FC SKA-Jabárovsk                                |

| Pos.       | Ascendidos de la Liga de Fútbol Profesional 2017-18 |
| ---------- | --------------------------------------------------- |
| Oeste      | FC Chertanovo Moscú                                 |
| Sur        | FC Armavir                                          |
| Sur        | FC Krasnodar-2                                      |
| Ural-Volga | FC Mordovia Saransk                                 |

#### DesdeLiga Nacional de Fútbol 2017-18
Ascendidos a la Liga Premier de Rusia 2018-19
- FC Orenburg
- Krylia Sovetov Samara
- Yenisey Krasnoyarsk

Descendido a la Liga de Fútbol Profesional de Rusia
- Volgar Astrakhan

#### Equipos excluidos
Amkar Perm y FC Tosno fueron excluidos de la Liga Premier debido a problemas financieros, pero también se les negó una licencia para la Liga de Fútbol Profesional de Rusia 2018–19, ambos clubes posteriormente se disolvieron.
Kuban Krasnodar fue excluido del campeonato debido a problemas financieros, y luego fue disuelto.
Ararat Moscú obtuvo el ascenso en la Liga de Fútbol Profesional 2017-18, pero se les negó una licencia para la Liga Nacional de Fútbol de Rusia 2018–19, y el club se disolvió posteriormente.
Sajalín Yuzhno-Sajalinsk obtuvo el ascenso en la Liga de Fútbol Profesional 2017-18, pero rehusó el ascenso.

#### Equipos librados del descenso
Zenit-2 San Petersburgo, Rotor Volgogrado, Luch Vladivostok, FC Tiumén y Fakel Voronezh inicialmente habían perdido la categoría en la Liga Nacional de Fútbol 2017-18, pero debido a la falta de equipos participantes fueron readmitidos para esta temporada.

#### Cambio de nombres
Dynamo San Petersburgo movió su sede de San Petersburgo a la ciudad de Sochi y cambió su nombre a PFC Sochi.
FC Olimpiyets Nizhny Nóvgorod cambió su nombre a FC Nizhny Nóvgorod.
Luch-Energiya Vladivostok cambió su nombre a Luch Vladivostok.

## Equipos
| Club                        | Ciudad           | Estadio                       | Capacidad |
| --------------------------- | ---------------- | ----------------------------- | --------- |
| FC Armavir                  | Armavir          | Estadio Yunost                | 5,700     |
| FC Avangard Kursk           | Kursk            | Estadio Trudovye Rezervy      | 11,329    |
| FC Baltika Kaliningrad      | Kaliningrado     | Arena Baltika                 | 25,000    |
| FC Chertanovo Moscú         | Moscú            | Arena Chertanovo              | 500       |
| FC Fakel Voronezh           | Vorónezh         | Estadio Tsentralnyi Profsoyuz | 31,793    |
| FC Jimki                    | Jimki            | Estadio Rodina                | 5,083     |
| FC Krasnodar-2              | Krasnodar        | Krasnodar Academy Stadium     | 3,500     |
| FC Luch Vladivostok         | Vladivostok      | Estadio Dynamo (Vladivostok)  | 10,200    |
| FC Mordovia Saransk         | Saransk          | Mordovia Arena                | 28,000    |
| FC Nizhni Nóvgorod          | Nizhny Novgorod  | Estadio de Nizhni Nóvgorod    | 44,899    |
| FC Rotor Volgograd          | Volgograd        | Volgogrado Arena              | 45,568    |
| FC Shinnik Yaroslavl        | Yaroslavl        | Estadio Shinnik               | 22,990    |
| FC Sibir Novosibirsk        | Novosibirsk      | Estadio Spartak (Novosibirsk) | 12,500    |
| FC SKA-Jabárovsk            | Jabárovsk        | Estadio Lenin (Jabárovsk)     | 15,200    |
| PFC Sochi                   | Sochi            | Fisht Olympic Stadium         | 47,659    |
| FC Spartak-2 Moscú          | Moscú            | Spartak Academy               | 4,000     |
| FC Tambov                   | Tambov           | Estadio Spartak (Tambov)      | 8,000     |
| FC Tom Tomsk                | Tomsk            | Estadio Trud (Tomsk)          | 10,028    |
| FC Tyumen                   | Tyumen           | Estadio Geolog                | 13,057    |
| FC Zenit-2 Saint Petersburg | Saint Petersburg | Estadio Petrovsky             | 21,405    |

## Localización de equipos
Clubes de Moscú: FC Chertanovo Moscú, FK Jimki y FC Spartak-2 Moscú

## Personal y equipación
| Club                     | Técnico              | Capitán               | Equipación | Patrocinador                |
| ------------------------ | -------------------- | --------------------- | ---------- | --------------------------- |
| FC Armavir               | Arsen Papikyan       | Sergei Miroshnichenko | Adidas     |                             |
| Avangard Kursk           | Igor Belyayev        | Mijaíl Bagáyev        | Adidas     |                             |
| Baltika Kaliningrad      | Valery Nepomnyashchy | Aleksandr Sheshukov   | Jako       | Sodruzhestvo                |
| Chertanovo Moscú         | Igor Osinkin         | Aleksandr Soldatenkov | Nike       | Chertanovo Education Center |
| Fakel Voronezh           | Sergei Volgin        | Igor Lebedenko        | Adidas     | TNS Energo                  |
| FC Jimki                 | Igor Shalimov        | Aleksandr Dimidko     | Puma       |                             |
| Krasnodar-2              | Igor Picușceac       | Ivan Taranov          | Puma       | WAFF!                       |
| Luch Vladivostok         | Rustem Khuzin        | Maksim Nasadyuk       | Nike       |                             |
| Mordovia Saransk         | Marat Mustafin       | Ruslan Mukhametshin   | Nike       |                             |
| Nizhny Novgorod          | Dmitri Cheryshev     | Andrei Khripkov       | Jako       |                             |
| Rotor Volgograd          | Robert Yevdokimov    | Ismail Ediyev         | Jako       |                             |
| Shinnik Yaroslavl        | Aleksandr Pobegalov  | Eldar Nizamutdinov    | Jako       |                             |
| Sibir Novosibirsk        | Sergei Kirsanov      | Eugeniu Cebotaru      | Jako       |                             |
| SKA-Khabarovsk           | Sergei Perednya      | Denys Dedechko        | Adidas     |                             |
| PFC Sochi                | Aleksandr Tochilin   | Yevgeni Pesegov       | Nike       |                             |
| Spartak-2 Moscow         | Viktor Bulatov       | Nikolai Tyunin        | Nike       | Lukoil                      |
| FC Tambov                | Timur Shipshev       | Mladen Kašćelan       | Jako       |                             |
| Tom Tomsk                | Vasili Baskakov      | Sergei Zuykov         | Joma       |                             |
| FC Tyumen                | Goran Aleksić        | Ivan Chudin           | Jako       | Sibur                       |
| Zenit-2 Saint Petersburg | Vladislav Radimov    | Sergei Bugriyev       | Nike       | Gazprom                     |

## Tabla de posiciones
| Pos. | Equipo                   | Pts. | PJ | G  | E  | P  | GF | GC | Dif. | Ascenso, clasificación o descenso                |
| ---- | ------------------------ | ---- | -- | -- | -- | -- | -- | -- | ---- | ------------------------------------------------ |
| 1    | FC Tambov (C)            | 73   | 38 | 21 | 10 | 7  | 55 | 35 | +20  | Ascenso a Liga Premier de Rusia 2019-20          |
| 2    | PFC Sochi                | 69   | 38 | 19 | 12 | 7  | 63 | 34 | +29  | Ascenso a Liga Premier de Rusia 2019-20          |
| 3    | Tom Tomsk                | 64   | 38 | 17 | 13 | 8  | 40 | 25 | +15  | Clasificación a los Playoffs de ascenso-descenso |
| 4    | Nizhni Nóvgorod          | 62   | 38 | 18 | 8  | 12 | 41 | 31 | +10  | Clasificación a los Playoffs de ascenso-descenso |
| 5    | Chertanovo Moscú         | 61   | 38 | 17 | 10 | 11 | 65 | 53 | +12  |                                                  |
| 6    | Shinnik Yaroslavl        | 60   | 38 | 16 | 12 | 10 | 42 | 31 | +11  |                                                  |
| 7    | SKA-Khabarovsk           | 58   | 38 | 15 | 13 | 10 | 46 | 41 | +5   |                                                  |
| 8    | Avangard Kursk           | 56   | 38 | 16 | 8  | 14 | 48 | 42 | +6   |                                                  |
| 9    | FC Khimki                | 53   | 38 | 14 | 11 | 13 | 47 | 49 | −2   |                                                  |
| 10   | Krasnodar-2              | 51   | 38 | 12 | 15 | 11 | 45 | 52 | −7   |                                                  |
| 11   | Rotor Volgograd          | 50   | 38 | 12 | 14 | 12 | 34 | 36 | −2   | No aptos para ascender                           |
| 12   | Mordovia Saransk         | 47   | 38 | 12 | 11 | 15 | 37 | 46 | −9   | No aptos para ascender                           |
| 13   | Luch Vladivostok         | 47   | 38 | 10 | 17 | 11 | 29 | 28 | +1   |                                                  |
| 14   | Spartak-2 Moscú          | 46   | 38 | 12 | 10 | 16 | 45 | 47 | −2   |                                                  |
| 15   | FC Armavir               | 44   | 38 | 10 | 14 | 14 | 32 | 44 | −12  |                                                  |
| 16   | Baltika Kaliningrad      | 42   | 38 | 10 | 12 | 16 | 38 | 52 | −14  | Descenso a la Segunda División                   |
| 17   | Fakel Voronezh           | 41   | 38 | 9  | 14 | 15 | 36 | 40 | −4   | Descenso a la Segunda División                   |
| 18   | Sibir Novosibirsk        | 37   | 38 | 8  | 13 | 17 | 28 | 45 | −17  | Descenso a la Segunda División                   |
| 19   | Zenit-2 Saint Petersburg | 28   | 38 | 7  | 7  | 24 | 33 | 57 | −24  | Descenso a la Segunda División                   |
| 20   | FC Tyumen                | 25   | 38 | 5  | 16 | 17 | 30 | 46 | −16  | Descenso a la Segunda División                   |

 Fuente: Football National League (Russian), Soccerway
Criterios de clasificación: 1) Puntos; 2) puntos entre sí; 3) diferencia de goles; 4) Goles marcados.
Notas:
1. ↑  Tyumen fue despojado de seis puntos por incumplimiento de requisitos de CAS.

## Resultados
| Local \ Visitante        | ARM | AVA | BAL | CHE | FAK | KHI | KR2 | LUC | MOR | NNO | ROT | SHI | SIB | SKA | SOC | SP2 | TAM | TOM | TYU | ZE2 |
| ------------------------ | --- | --- | --- | --- | --- | --- | --- | --- | --- | --- | --- | --- | --- | --- | --- | --- | --- | --- | --- | --- |
| FC Armavir               |     | 0–0 | 2–2 | 1–3 | 4–1 | 0–2 | 3–3 | 1–1 | 0–1 | 2–1 | 2–2 | 0–0 | 0–1 | 2–0 | 0–3 | 0–0 | 1–3 | 0–0 | 1–0 | 1–0 |
| Avangard Kursk           | 1–0 |     | 0–2 | 2–1 | 1–0 | 4–0 | 1–1 | 2–2 | 2–0 | 1–1 | 1–0 | 1–2 | 3–2 | 1–1 | 2–1 | 3–2 | 0–0 | 0–0 | 2–0 | 2–1 |
| Baltika Kaliningrad      | 1–1 | 2–1 |     | 2–0 | 0–2 | 2–1 | 1–4 | 0–2 | 1–0 | 1–2 | 1–1 | 1–0 | 1–1 | 1–0 | 2–2 | 2–0 | 1–2 | 1–0 | 1–1 | 0–2 |
| Chertanovo Moscú         | 1–1 | 3–2 | 3–1 |     | 2–1 | 2–1 | 3–0 | 1–1 | 0–2 | 3–1 | 1–1 | 0–1 | 2–1 | 2–2 | 2–6 | 1–0 | 0–1 | 1–1 | 4–0 | 4–0 |
| Fakel Voronezh           | 0–0 | 3–2 | 1–1 | 1–1 |     | 2–0 | 0–0 | 1–1 | 1–2 | 1–0 | 0–0 | 3–0 | 0–1 | 1–3 | 1–2 | 3–0 | 0–0 | 0–0 | 1–1 | 2–2 |
| FC Khimki                | 2–3 | 3–1 | 3–3 | 3–2 | 1–1 |     | 3–0 | 2–1 | 1–1 | 0–2 | 1–1 | 1–0 | 1–1 | 0–0 | 0–0 | 1–3 | 2–0 | 0–1 | 2–1 | 3–0 |
| Krasnodar-2              | 0–0 | 0–2 | 2–1 | 3–1 | 1–2 | 4–2 |     | 2–1 | 1–2 | 0–2 | 0–0 | 1–1 | 1–1 | 1–1 | 0–2 | 0–3 | 2–0 | 1–1 | 0–0 | 2–1 |
| Luch Vladivostok         | 3–0 | 1–0 | 0–0 | 0–0 | 1–0 | 0–1 | 0–1 |     | 0–1 | 1–0 | 1–0 | 0–2 | 1–0 | 0–2 | 0–1 | 2–0 | 0–1 | 2–2 | 1–1 | 1–0 |
| Mordovia Saransk         | 2–1 | 1–4 | 1–0 | 1–2 | 1–1 | 1–1 | 1–2 | 0–0 |     | 2–2 | 1–0 | 0–0 | 3–0 | 0–1 | 0–2 | 0–1 | 1–3 | 0–1 | 1–1 | 1–0 |
| Nizhny Novgorod          | 1–0 | 0–1 | 0–0 | 2–1 | 1–0 | 1–1 | 3–0 | 0–0 | 3–1 |     | 1–3 | 0–1 | 1–0 | 0–1 | 0–0 | 3–1 | 1–0 | 2–1 | 2–1 | 1–0 |
| Rotor Volgograd          | 0–1 | 1–0 | 1–0 | 1–2 | 1–2 | 1–0 | 1–0 | 1–0 | 1–1 | 2–1 |     | 1–3 | 2–0 | 2–2 | 1–1 | 0–0 | 1–2 | 0–0 | 2–1 | 1–1 |
| Shinnik Yaroslavl        | 0–0 | 4–2 | 1–0 | 3–3 | 1–0 | 0–1 | 2–2 | 0–0 | 1–2 | 1–0 | 0–0 |     | 2–1 | 1–1 | 1–1 | 1–1 | 3–0 | 1–0 | 1–0 | 1–0 |
| Sibir Novosibirsk        | 0–1 | 1–0 | 2–1 | 1–2 | 2–0 | 1–2 | 0–0 | 0–0 | 0–0 | 0–0 | 1–1 | 0–2 |     | 1–1 | 0–1 | 1–0 | 0–2 | 1–0 | 2–0 | 0–1 |
| SKA-Khabarovsk           | 3–0 | 1–0 | 1–1 | 1–3 | 2–1 | 0–1 | 2–2 | 0–0 | 2–1 | 1–0 | 0–1 | 1–0 | 1–1 |     | 2–2 | 1–0 | 1–2 | 1–0 | 2–1 | 3–1 |
| PFC Sochi                | 1–0 | 1–0 | 4–1 | 2–1 | 0–2 | 3–2 | 1–1 | 2–2 | 0–2 | 0–1 | 4–2 | 0–0 | 4–1 | 2–0 |     | 0–1 | 0–0 | 3–1 | 1–1 | 2–0 |
| Spartak-2 Moscú          | 1–2 | 0–0 | 2–1 | 0–2 | 2–1 | 0–1 | 2–3 | 2–2 | 4–0 | 1–2 | 2–0 | 1–4 | 3–0 | 2–1 | 1–1 |     | 2–2 | 1–1 | 0–0 | 1–1 |
| FC Tambov                | 0–1 | 3–1 | 2–0 | 2–2 | 0–0 | 3–0 | 1–2 | 2–1 | 2–2 | 0–0 | 1–0 | 1–0 | 3–1 | 3–2 | 0–3 | 2–0 |     | 3–0 | 1–1 | 2–1 |
| Tom Tomsk                | 3–0 | 1–0 | 1–1 | 3–1 | 2–0 | 2–0 | 0–0 | 0–0 | 1–0 | 0–1 | 2–0 | 2–0 | 1–1 | 4–1 | 1–0 | 2–1 | 1–1 |     | 1–0 | 1–0 |
| FC Tyumen                | 1–0 | 0–1 | 4–1 | 1–1 | 1–1 | 0–0 | 0–1 | 0–0 | 1–1 | 2–1 | 0–1 | 3–2 | 0–0 | 1–1 | 2–1 | 1–2 | 1–3 | 1–2 |     | 1–2 |
| Zenit-2 Saint Petersburg | 1–1 | 1–2 | 0–1 | 1–2 | 1–0 | 2–2 | 5–2 | 0–1 | 3–1 | 1–2 | 0–1 | 1–0 | 2–2 | 0–1 | 1–4 | 0–3 | 1–2 | 0–1 | 0–0 |     |

## Promoción de ascenso-descenso
La disputan los clubes clasificados en 13º y 14º lugar en la Liga Premier 2018-19 y el 3º y 4º clasificados de la Liga Nacional de Fútbol. Los equipos vencedores de ambas llaves ascienden o se mantienen en la Liga Premier.

### Eliminatoria 1
| 29 de mayo de 2019 | FC Nizhni Nóvgorod      | 1:3 (1:0) | Krylia Sovetov Samara                                                            | Estadio de Nizhni Nóvgorod, Nizhni Nóvgorod                  |                                                              |
|                    | Daniil Fomin 23' (pen.) | Reporte   | Vitaliy Fedoriv 65' (a.g.) · Anton Zinkovsky 90+1' (pen.) · Roman Shishkin 90+4' | Asistencia: 21.800 espectadores Árbitro(s): Sergey Lapochkin | Asistencia: 21.800 espectadores Árbitro(s): Sergey Lapochkin |

| 2 de junio de 2019 | Krylia Sovetov Samara | 0:1 (0:1) | FC Nizhni Nóvgorod      | Samara Arena, Samara                                       |                                                            |
|                    |                       | Reporte   | Daniil Fomin 45' (pen.) | Asistencia: 23.441 espectadores Árbitro(s): Sergei Karasev | Asistencia: 23.441 espectadores Árbitro(s): Sergei Karasev |

- Krylia Sovetov Samara ganó la serie por un resultado global de 3:2 y se mantiene en la Liga Premier.

### Eliminatoria 2
| 29 de mayo de 2019 | FC Ufa                                          | 2:0 (1:0) | Tom Tomsk | Estadio Neftyanik, Ufa                                   |                                                          |
|                    | Sylvester Igboun 28' · Ismail Ediyev 80' (a.g.) | Reporte   |           | Asistencia: 9.384 espectadores Árbitro(s): Mijaíl Vilkov | Asistencia: 9.384 espectadores Árbitro(s): Mijaíl Vilkov |

| 2 de junio de 2019 | Tom Tomsk          | 1:0 (1:0) | FC Ufa | Estadio Trud, Tomsk                                       |                                                           |
|                    | Alexei Gasilin 11' | Reporte   |        | Asistencia: 6.210 espectadores Árbitro(s): Vitali Meshkov | Asistencia: 6.210 espectadores Árbitro(s): Vitali Meshkov |

- FC Ufa ganó la serie por un resultado global de 2:1 y se mantiene en la Liga Premier.

## Goleadores
- Actualizado al 4 de mayo de 2019
| Pos. | Jugador              | Club             | Goles |
| ---- | -------------------- | ---------------- | ----- |
| 1    | Maksim Barsov        | PFC Sochi        | 19    |
| 2    | Igor Lebedenko       | Fakel Voronezh   | 14    |
| 3    | Maksim Glushenkov    | Spartak-2 Moscú  | 12    |
| 3    | Vladimir Obukhov     | FC Tambov        | 12    |
| 3    | Vladislav Sarveli    | Chertanovo Moscú | 12    |
| 6    | Anton Zinkovsky      | Chertanovo Moscú | 11    |
| 7    | Roman Akbashev       | Avangard Kursk   | 10    |
| 7    | Ilya Kukharchuk      | FC Jimki         | 10    |
| 7    | Vladislav Panteleyev | Spartak-2 Moscú  | 10    |
| 7    | Yevgeni Pesegov      | PFC Sochi        | 10    |